# 李鸿忠
李鴻忠（1956年8月13日—），祖籍山东昌乐，生于辽宁沈阳，中国共产党、中华人民共和国政治人物，副国级领导人。1975年8月参加工作，1976年12月加入中国共产党。吉林大学歷史系歷史學專業畢業，經濟師。曾任中共广东省委常委、深圳市委书记，中共湖北省委副书记、省长及省委书记，中共天津市委书记等职务。现任中共中央政治局委员、第十四届全国人大常委会副委员长（排名第一）、党组副书记。
李鸿忠是中共第十六届、十七届中央候补委员，第十八届、十九届、二十届中央委员，十九届和二十届中央政治局委员。

## 生平

### 早年
1975年8月，曾作为知识青年在沈阳苏家屯区插队劳动。1978年2月，考入吉林大学历史系学习。

### 辽宁省
1982年2月毕业后，被分配到沈阳市人民政府办公厅秘书处任干部。
1984年8月，任办公厅公文处理组副组长。
1985年4月，任中共辽宁省委办公厅秘书，服务时任中共辽宁省委书记李铁映。

### 电子工业部
1985年6月，李铁映进京出任电子工业部部长，李鸿忠随之调任电子工业部办公厅秘书(1986年7月明确为副处级)。1987年9月，任电子工业部党组办公室副主任、秘书（正处级）。1988年11月，挂职任广东省惠州市副市长、党组成员（1991年10月，电子工业部定为副局级）。

### 广东省
1995年12月，任中共惠州市委副书记、惠州市人民政府代市长、党组书记（1996年4月正式当选市长）(其间：1996年9月至1997年7月，在中央党校中青班学习)。2000年3月，任中共惠州市委书记。
2001年2月，任广东省人民政府副省长、党组成员。2002年5月，任中共广东省委常委、副省长、党组成员。2003年1月，任中共广东省委常委、常务副省长、党组副书记。
2003年6月，任中共广东省委常委，中共深圳市委副书记、深圳市人民政府代市长、党组书记。2004年2月，任中共广东省委常委，深圳市委副书记、市长、党组书记。
2005年3月，任中共广东省委常委，深圳市委书记、市长、党组书记。2005年6月，任中共广东省委常委，深圳市委书记、市人大常委会主任、党组书记，深圳警备区党委第一书记。

### 湖北省
2007年11月，任中共湖北省委副书记。12月兼任湖北省人民政府副省长、代省长。2008年1月，正式当选湖北省省长。
2010年12月，任中共湖北省委書記。
2011年2月26日，湖北省第十一届人民代表大会第四次会议选举李鸿忠为湖北省人大常委会主任。2013年3月14日，第十二届全国人大第一次会议的国家副主席选举中，李鸿忠获得1票。
2013年11月的中共十八届三中全会上，李鸿忠与重庆市长黄奇帆成为文件起草小组和中央宣讲团中仅有的两名地方官员。
2015年6月1日晚，湖北监利县长江大马洲水道发生东方之星号客轮翻沉事件，事件共造成442人死亡，仅12人获救，后来湖北省人民政府表彰了99个单位以及253人。
2016年1月15日，李鸿忠在主持中共湖北省委常委会上拥护“习核心论”，他说“中共中央政治局及其常委会是党的领导核心，习近平总书记是党中央的领导核心。自觉维护党中央权威，就要自觉维护习近平总书记这个领导核心。”

### 天津市
2016年9月13日，时任中共天津市委代书记黄兴国落马，李鸿忠接任中共天津市委书记。在9月13日的天津市领导干部会议上李鸿忠再次拥护“习核心”，他说：“要以对党的绝对忠诚坚决维护党中央作为全党的领导核心，坚决维护习近平总书记作为党中央的领导核心，坚决维护领导核心的绝对权威。”
2017年10月25日，在中共十九届一中全会上，61岁的李鸿忠当选中共中央政治局委员，晋升副国级，成为党和国家领导人。
2022年10月23日，在中共二十届一中全会上，66岁的李鸿忠连任中共中央政治局委员。12月8日，不再兼任天津市委书记、常委、委员职务。

### 全国人大
2023年3月10日，在第十四届全国人民代表大会第一次会议上，李鸿忠当选为全国人大常委会副委员长，在14位新一届副委员长的位次排列中位列第一，但同时也是新当选的副委员长中唯一一位未获全票通过的，他得到了一张弃权票和一张反对票。
在宣布当选后的大会宪法宣誓仪式上，李率领其他新当选的全国人大常委会副委员长以及秘书长进行集体宣誓，在领誓时出现口误，错将“维护宪法权威”说成“维护宪法尊严”。而其余跟诵誓词的人员中，部分人员也将错误的誓词跟诵出口，另一部分则察觉到李的口误，唸出了正确的誓词。李随即意识到口误，迟疑了大约三秒后，将剩余的誓词正确唸了出来。大礼堂主席台上就座的中共中央政治局常委李强和王沪宁似乎当即察觉到了这一问题，短暂地低头耳语了一番。这一意外事故被中央广播电视总台在海内外电视和网络上同步直播了出来。
2023年7月26日，李鸿忠以中共中央政治局委员、全国人大常委会副委员长的身份率团访问朝鲜并出席朝鲜战争停战70周年纪念活动。访问期间，在题词簿上的题字中，李鸿忠起初漏写了“党政”二字，又将“代表团”误写为“伐表团”，日期也把“27”误写为“28”。李鸿忠也同俄罗斯国防部部长谢尔盖·绍伊古一起成为自2020年1月朝鲜因2019冠状病毒病疫情而封闭边境以来首批访问朝鲜的外国高级官员。9月8日，李鸿忠在北京出席了朝鲜驻华大使馆举办的朝鲜国庆75周年招待会。

## 夺笔事件
2010年3月7日，时任湖北省省长的李鸿忠在北京全国人大政协“两会”期间接受媒体采访。当《人民日报》集团下属的《京华时报》女记者刘杰询问李鸿忠怎么看待“邓玉娇案”时，李没有回答记者的提问，而是反复追问提问的女记者为哪家媒体工作；在得知记者来自《人民日报》后，李鸿忠说要将此事告诉刘杰所在报社的社长，并一把拿下了刘杰的录音笔，随后径直走向电梯。
2010年3月13日，作为“威胁记者事件”的后续发展，中国部分新闻传播从业人员发表致全国人大的公开信，要求李鸿忠向新闻界及公众道歉并辞职。吁求全国人大会议主席团和秘书处立即启动对其调查及弹劾程序。其中包含前《南方都市报》总编程益中、前《中国青年报》“冰点”周刊主编李大同。而中央宣传部已禁止中国媒体报道「李鸿忠抢录音笔」事件，中国网站也不断删除《新闻界学界就李鸿忠事件报全国人大书》；截至2010年3月12日，已至少有355人联署。
2010年9月，在威胁记者事件之后，湖北省长李鸿忠在《人民日报》发表署名文章，称政府要有听取逆耳之言“雅量”。
2010年12月，有关李鸿忠升任湖北省委书记的新闻被关闭评论。
中共中央宣传部新闻局前局长钟沛璋对李鸿忠在事后的表态表示不满，称此事只会拖累党的形象和政府的声誉。

## 名言
2016年10月10日《天津日报》刊登时任中共天津市委书记李鸿忠的署名文章《做讲政治的知行合一者》，文中李鸿忠把习近平的话“对党绝对忠诚，要害在‘绝对’两个字，就是唯一的、彻底的、无条件的、不掺任何杂质的、没有任何水分的忠诚”引申为“忠诚不绝对就是绝对不忠诚”。
2021年11月5日，《检察日报》刊文《从四个方面下功夫筑牢政治忠诚》，引用了时任中共天津市委书记李鸿忠提出的“忠诚不绝对就是绝对不忠诚”。
2022年6月20日，在天津市党代会上再次当选市委书记的李鸿忠说，“高举旗帜，紧跟核心，践行初心，担当使命，夙夜在公，踔厉奋发”。他说，“以无我的境界和‘成仁之心’，以敢于担当、敢于斗争的‘忠勇’，以赤稚纯粹之心诠释忠诚”。

## 批评
根据香港《动向》杂志的报道，在2012年8月2日，时任国务院总理温家宝视察湖北荆江大堤及防汛工程时，湖北省委书记李鸿忠向温家宝说：“请中央放心，就是再来一次超过98年特大洪灾，湖北千万军民作了准备。”对此温家宝回应道：“要讲科学，不要信口开河，超过‘九八’特大洪灾可要付出代价。”
港媒《成報》在2016年10月曾刊出《「絕對忠誠」須言行一致 李鴻忠「扮」效忠》這篇文章，內容狠批李鴻忠是「政治變色龍」，並指李會因人、因時、因地來改變自己的政治立場，是典型的投機分子。曾有人評論分析，指根據李鴻忠的官場經歷，可看出他的江派背景，也曾受到疑似江澤民“姘頭”黃麗滿關照和提拔。之後在薄熙來、周永康落馬之後，李鴻忠又轉向習近平不斷表忠心，成為習近平上任之後江派官員的反水典型。

## 相关人物
- 李铁映，李铁映在辽宁和电子工业部任职时，李鸿忠担任其秘书[29]
- 黄丽满，据信为李鸿忠的主要提拔者，在电子工业部任职时，李鸿忠为其直接下属[30]
- 张德江，李鸿忠担任深圳市委书记时期的时任广东省委书记
- 赵飞，李鸿忠部下，曾任武汉市公安局局长，后随李鸿忠赴天津任天津副市长、天津市公安局局长，中共天津市委常委、政法委书记，现任天津市人大常委会副主任、党组副书记